# 佐藤文俊 (総務官僚)
佐藤 文俊（さとう ふみとし、1956年〈昭和31年〉10月6日 - ）は、日本の自治・総務官僚。内閣官房副長官兼内閣人事局長兼内閣感染症危機管理監。
総務省では主に財政畑を歩んでおり、自治財政局財政課長や同局長、総務審議官（自治行政担当）などを務めた後、総務事務次官（第14代）。総務省退官後は野村総研顧問、地方公共団体金融機構理事長を務めた。

## 来歴
福島県福島市出身。福島県立福島高等学校から東京大学文科一類に入学。東京大学法学部第2類（公法コース）を卒業し、当時の自治省へ入省（配属先は財政局財政課、大臣官房総務課）。
1991年5月、行政局行政課長補佐。行政課長補佐時代は主に地方分権改革に携わる。政権交代前は社会党シャドーキャビネットの自治大臣だった五十嵐広三に地方分権の実績づくりを頼まれ、地方分権推進法の制定などについてを1か月くらいで作成した。
1994年7月、大臣官房企画室環境対策企画官。
1995年7月、山梨県に転じて県総務部長を務め、1998年4月に消防庁消防課消防職員企画官を務める。
2001年1月に総務省に復帰して自治財政局調整課長、2003年1月に同地方債課長、2005年1月に同財政課長を歴任した。
2008年7月、大臣官房審議官（税務担当）を経て、2010年1月に内閣官房内閣審議官（官房副長官補付）、2011年7月に総務省政策統括官（情報通信担当）、2012年9月に自治財政局長、2015年7月に総務審議官（自治行政担当）を務めた。
2016年6月17日に桜井俊の後任として総務事務次官に就任し、2017年7月まで務めた後に退官。
2017年10月より株式会社野村総合研究所顧問。
2019年1月、郡山市財政・地域振興アドバイザーに就任。
2020年7月、地方公共団体金融機構理事長に就任。
2024年10月1日、内閣官房副長官兼内閣人事局長に就任。同年12月20日、官房長官の林芳正と副長官の青木一彦が国会対応、同じく副長官の橘慶一郎がインフルエンザの療養中で不在だったため、佐藤が定例の記者会見を担当した。事務方の官房副長官が会見を担当するのは14年ぶりのことで、会見では、ロシア情勢や税制改正などの質問に回答したほか、「国民に期待される行政ができるように取り組みたい」と意気込みを語った。

## その他
- 同期入省には望月達史（自治行政局長）、田口尚文（総括審議官）、滝本純生（自治大学校長）らがいる。